# Autódromo José Carlos Pace
Koordinati:   23°42′13″S, 46°41′59″W
Autódromo José Carlos Pace je dirkališče v brazilskem mestu São Paulo, v soseski Interlagos.
Odprto je bilo 12. maja 1940 pod imenom Autódromo de Interlagos. Leta 1985 je bilo preimenovano po brazilskem dirkaču Joséju Carlosu Paceju, ki je umrl v letalski nesreči leta 1977, a je pogovorno še naprej znano zgolj kot Interlagos, kar je ime, ki izhaja iz dejstva, da soseska leži med dvema umetnima jezeroma (portugalsko inter- 'med-' in lagos 'jezeri, jezera'), ki sta bili urejeni v zgodnjem 20. stoletju z namenom oskrbe mesta z vodo in elektriko.
Dirkališče je dirko svetovnega prvenstva Formule 1 za Veliko nagrado Brazilije prvič gostilo v sezoni 1973, eno leto po premierni dirki, ki ni štela za svetovno prvenstvo. Dirka se je nato na njem redno odvijala do sezone 1980, z izjemo sezone 1978, ko je bila prirejena na dirkališču Jacarepagua v Riu de Janeiru. Zaradi prevelike nevarnosti prvotne proge v Interlagosu, ki je bila dolga skoraj osem kilometrov in ni imela ne zaščitnih ograd ne izletnih con, se je dirka za Veliko nagrado Brazilije med letoma 1981 in 1989 redno odvijala na dirkališču Jacarepagua. Proti koncu osemdesetih let 20. stoletja so progo v Interlagosu posodobili in skrajšali na 4,325 kilometra ter je dirkališče v sezoni 1990 zopet gostilo dirko svetovnega prvenstva Formule 1 za Veliko nagrado Brazilije, ki je nato na njem redno potekala vse do sezone 2019. Prvotna proga je imela 26 ovinkov, skrajšana pa jih ima 15. Sedanji potek proge je v uporabi od sezone 1999 in meri 4,309 kilometra. Proga v celoti poteka po gričevnatem zemljišču, kar je dodaten izziv za dirkače, prav tako kot dejstvo, da gre za eno redkih prog v Formuli 1, ki potekajo v nasprotni smeri urnega kazalca.
V sezoni 2020 je bila Velika nagrada Brazilije odpovedana zaradi pandemije koronavirusa. Pred sezono 2021 je bilo sporočeno, da bo Interlagos dirko svetovnega prvenstva Formule 1 nadaljeval gostiti najmanj do sezone 2025, vendar je bila tista preimenovana v Veliko nagrado São Paula.

## Zmagovalci
| Sezona | Zmagovalec           | Moštvo                     | Poročilo |
| ------ | -------------------- | -------------------------- | -------- |
| 2024   | Max Verstappen       | Red Bull Racing-Honda RBPT | Poročilo |
| 2023   | Max Verstappen       | Red Bull Racing-Honda RBPT | Poročilo |
| 2022   | George Russell       | Mercedes                   | Poročilo |
| 2021   | Lewis Hamilton       | Mercedes                   | Poročilo |
| 2019   | Max Verstappen       | Red Bull Racing-Honda      | Poročilo |
| 2018   | Lewis Hamilton       | Mercedes                   | Poročilo |
| 2017   | Sebastian Vettel     | Ferrari                    | Poročilo |
| 2016   | Lewis Hamilton       | Mercedes                   | Poročilo |
| 2015   | Nico Rosberg         | Mercedes                   | Poročilo |
| 2014   | Nico Rosberg         | Mercedes                   | Poročilo |
| 2013   | Sebastian Vettel     | Red Bull-Renault           | Poročilo |
| 2012   | Jenson Button        | McLaren-Mercedes           | Poročilo |
| 2011   | Mark Webber          | Red Bull-Renault           | Poročilo |
| 2010   | Sebastian Vettel     | Red Bull-Renault           | Poročilo |
| 2009   | Mark Webber          | Red Bull-Renault           | Poročilo |
| 2008   | Felipe Massa         | Ferrari                    | Poročilo |
| 2007   | Kimi Räikkönen       | Ferrari                    | Poročilo |
| 2006   | Felipe Massa         | Ferrari                    | Poročilo |
| 2005   | Juan Pablo Montoya   | McLaren                    | Poročilo |
| 2004   | Juan Pablo Montoya   | Williams                   | Poročilo |
| 2003   | Giancarlo Fisichella | Jordan                     | Poročilo |
| 2002   | Michael Schumacher   | Ferrari                    | Poročilo |
| 2001   | David Coulthard      | McLaren                    | Poročilo |
| 2000   | Michael Schumacher   | Ferrari                    | Poročilo |
| 1999   | Mika Häkkinen        | McLaren                    | Poročilo |
| 1998   | Mika Häkkinen        | McLaren                    | Poročilo |
| 1997   | Jacques Villeneuve   | Williams                   | Poročilo |
| 1996   | Damon Hill           | Williams                   | Poročilo |
| 1995   | Michael Schumacher   | Benetton                   | Poročilo |
| 1994   | Michael Schumacher   | Benetton                   | Poročilo |
| 1993   | Ayrton Senna         | McLaren                    | Poročilo |
| 1992   | Nigel Mansell        | Williams                   | Poročilo |
| 1991   | Ayrton Senna         | McLaren                    | Poročilo |
| 1990   | Alain Prost          | Ferrari                    | Poročilo |
| 1980   | René Arnoux          | Renault                    | Poročilo |
| 1979   | Jacques Laffite      | Ligier                     | Poročilo |
| 1977   | Carlos Reutemann     | Ferrari                    | Poročilo |
| 1976   | Niki Lauda           | Ferrari                    | Poročilo |
| 1975   | Carlos Pace          | Brabham                    | Poročilo |
| 1974   | Emerson Fittipaldi   | McLaren                    | Poročilo |
| 1973   | Emerson Fittipaldi   | Lotus                      | Poročilo |